# Bjørn Dencker
Aldrahn (bürgerlich: Bjørn Dencker, geboren am 15. April 1970) ist ein norwegischer Musiker.

## Leben und Schaffen
Dencker gehörte zu den Gründungsmitgliedern der Black Metal-Band Dødheimsgard, bei der er sang und E-Gitarre spielte. Im Jahr 2004 verließ Dencker die Band, kam aber im Jahr 2013 zurück. Er verließ die Band wieder im Jahr 2016.
Für die Bands Aura Noir, Darkthrone, Dimmu Borgir und Old Man’s Child schrieb Dencker die Texte. Er hatte Gastauftritte auf Alben von Bands wie Isengard, Dimmu Borgir und Ad Inferna. Heute ist er Sänger bei der Band Thorns.

## Diskografie
mit Dødheimsgard
- 1995: Kronet til konge
- 1996: Monumental Possession
- 1998: Satanic Art
- 1999: 666 International
- 2007: Supervillain Outcast
- 2015: A Umbra Omega

mit Dimmu Borgir
- 1995: For all tid

mit Thorns
- 2001: Thorns

mit The Deathtrip
- 2014: Deep Drone Master

mit Old Man’s Child
- 1996: Born of the Flickering

mit Isengard
- 1995: Høstmørke